# Képi blanc (magazine)
Képi blanc est le magazine mensuel en langue française de la Légion étrangère.
C'est un magazine de presse vendu exclusivement sur abonnement. Le montant de cet abonnement est versé au Foyer d'entraide de la Légion étrangère pour assurer le fonctionnement de l'Institution des invalides de la Légion étrangère.
Le tirage de la revue est, en 2013, de 11 500 exemplaires. En 2019, le tirage est de 10 000 exemplaires pour près de 9500 abonnés. Le magazine  fait 80 pages.

## Histoire

### Le journal
Le premier bulletin associatif de la Légion étrangère fut appelé La Légion étrangère, revue historique et d'actualité de la Légion étrangère, créé en 1912. Suspendu au cours de la Première Guerre mondiale, il renaît en 1931, à la création de l'USALE (Union des sociétés d'anciens de la Légion étrangère). En 1945, la revue change de nom et devient Vert et Rouge qui sera publié jusqu'en 1959.
Le 30 avril 1947, sous la plume du capitaine Gheysens, premier rédacteur en chef, et à l'initiative du colonel Gaultier, commandant le DCRE (Dépôt commun des régiments étrangers), paraît ce qui sera le journal de tous les régiments étrangers. Il est alors imprimé à Oran, et sera totalement indépendant, avec ses propres presses à partir du numéro 13.
En 1954, le journal change  et passe du format tabloïd à celui de news, tout en introduisant la couleur.
Malgré les déménagements (en 1962 de Sidi-Bel-Abbès à Puyloubier, en 1967 de Puyloubier à Aubagne et enfin, en 1998 pour un changement de bâtiment à l'intérieur du quartier Viénot), le mensuel n'a jamais cessé de paraître.
À partir de mai 2001, le journal cesse d'être entièrement autonome et l'impression est externalisée dans une imprimerie civile.
Disposant de son propre site Internet, il est possible de consulter la majorité des articles sur Internet en différé.
Le mensuel, Képi blanc, la vie de la Légion se veut le reflet de la Légion actuelle et présente tant les activités des régiments (entraînement, opérations) que la vie des anciens ou l'histoire de l'Institution. Il permet à tous, anciens et plus jeunes de rester en contact, entre eux et avec l'Institution.

### Rédacteurs en chef
- 1947-1948 : Capitaine Gheysens
- 1948-1950 : Capitaine Hallo
- 1950-1951 : Capitaine Hédan
- 1951-1953 : Capitaine Foureau
- 1953-1955 : Capitaine Arnaud de Foïard
- 1955-1959 : Lieutenant Vion
- 1959-1961 : Capitaine Rodier
- 1961-1965 : Capitaine Collart
- 1965-1969 : Capitaine Liege
- 1969-1971 : Capitaine Petit
- 1971-1974 : Capitaine Fidel
- 1974-1977 : Capitaine Guibert-Lassale
- 1977-1979 : Chef de bataillon Estay
- 1979-1982 : Chef de bataillon Baubiat
- 1982-1986 : Chef de bataillon Chiaroni
- 1986-1988 : Lieutenant-colonel Étienne German
- 1988-1992 : Lieutenant-colonel Terrasson
- 1992-1995 : Lieutenant-colonel Peron
- 1995-1998 : Lieutenant-colonel Brunot
- 1998-2001 : Lieutenant-colonel Marquet
- 2001-2003 : Chef de bataillon Fedeli
- 2003-2004 : Capitaine Jean-Luc Messager
- 2004-2007 : Chef de bataillon Carpentier
- 2007-2011 : Chef de bataillon Morel
- 2011-2015 : Commandant Alexandre Montagna
- 2015-2018 : Capitaine Vaganay
- 2018-2021 : Lieutenant-colonel Laurent Moreau
- 2021-20.. : Capitaine Couty

## Insigne
À l'occasion du soixantième anniversaire de la création du journal, le 30 avril 2007, un insigne métallique propre au journal a été créé. La maison Arthus-Bertrand en a frappé :
- 10 exemplaires en argent ;
- 50 exemplaires numérotés remis aux rédacteurs en chef dans leur ordre de prise de fonction ;
- 300 exemplaires numérotés en chiffres arabes ;
- 300 exemplaires non numérotés.

Le port de cet insigne n'est pas autorisé en tenue pour les légionnaires d'active.

### Symbolique
Écu d'argent, bordé de sénestre et de dextre d’un liseré vert et rouge ; frappé en son milieu d’une plume d'argent orientée à sénestre sur laquelle est broché un képi blanc.
Reprise de l’insigne règlementaire du COMLE sur lequel on trouve le logo du rédacteur en chef : la plume et le képi blanc.